# Comté de Guyra
Le comté de Guyra (en anglais : Guyra Shire) est une ancienne zone d'administration locale située dans l'État de Nouvelle-Galles du Sud en Australie.

## Géographie
Le comté s'étendait sur 4 395 km2 dans la région de la Nouvelle-Angleterre dans le nord-est de la Nouvelle-Galles du Sud. Il comprenait la ville de Guyra ainsi que les localités de Ben Lomond, Ebor, Llangothlin et Tingha.

## Histoire
Le comté est créé par la loi de 1906 sur l'administration locale de l'État.
Le 12 mai 2016, sur décision du gouvernement de Nouvelle-Galles du Sud, il est fusionné avec le conseil d'Armidale Dumaresq pour former le conseil de la région d'Armidale.

## Démographie
En 2011, la population s'élevait à 4 397 habitants.